# Boulevard National (Nanterre et Rueil-Malmaison)
Pour les articles homonymes, voir Boulevard National.
Le boulevard National est une voie publique marquant la limite de Nanterre et de Rueil-Malmaison, dans le département français des Hauts-de-Seine,.

## Situation et accès
Ce boulevard est accessible par la gare de Rueil-Malmaison.

## Historique
Une voie fut ouverte à cet endroit à la fin du XIXe siècle, afin de viabiliser une rigole délimitant les deux communes. Ce n'est que dans les années 1930 qu'une véritable voie fut tracée.

## Bâtiments remarquables et lieux de mémoire
- Église Saint-Jean-Marie-Vianney de Rueil-Malmaison[3].
- Au numéro 32, emplacement de la société Aluvac - Fonderie de précision qui exploita la technique de la fonderie d’aluminium sous pression, ayant comme clients la construction automobile ou l'industrie horlogère comme Jaz[4]. Entre autres réalisations, citons, dans les années 1950 les premiers jouets de la marque Solido[5].
- À l'angle de l'avenue Vladimir-Ilitch-Lénine, construite en 1972, la Résidence des Goulvents, œuvre des architectes Michel Andrault et Pierre Parat[6].
- La Cité du Vieux-Pont, ensemble de 620 logements HBM construit entre 1947 et 1953 pour l'OPHDS (Office Public de l'Habitat du Département de la Seine) afin de parer à la pénurie de logements[7]. Déjà projetée en 1931, elle fut réalisée par les architectes Roger Hummel, André Dubreuil et A. Weinstein[8]. Cette cité est bordée par la rue du Vieux-Pont qui est aussi un lieu-dit.